# Vương Hoằng (Lưu Tống)
Vương Hoằng (chữ Hán: 王弘, 379 - 432), tên tự là Hưu Nguyên, người Lâm Nghi, Lang Tà , tể tướng, nhà thư pháp nổi tiếng đời Lưu Tống trong lịch sử Trung Quốc.

## Sự nghiệp Quan trường

### Đời nhà Tấn
Ông cụ là Vương Đạo, thừa tướng nhà Tấn. Ông nội là Vương Hiệp, làm Trung lĩnh quân. Cha là Vương Tuần, làm Tư đồ.
Ông từ nhỏ hiếu học, nhờ trong sạch mà nổi tiếng. Khi trưởng thành làm Phiêu kỵ chủ bộ cho Hội Kê vương Tư Mã Đạo Tử. Vương Tuần hay tích góp, cho vay mượn rất nhiều. Tuần hoăng, Hoằng đốt hết giấy nợ, không đòi lại gì, bao nhiêu gia sản, chia hết cho các em trai. Bấy giờ thiên hạ loạn lạc, ông không chịu phò tá ai cả! Hoàn Huyền hạ được Kiến Nghiệp, bắt Đạo Tử đến Đình úy, chẳng ai dám đưa tiễn, Hoằng đến viếng tang, ở bên đường đọc văn tế, vịn xe mà khóc, được người đời khen ngợi.
Lưu Dụ triệu bổ làm Trấn quân tư nghị tham quân, nhờ công được phong Hoa Dung huyện Ngũ đẳng hầu, sau đó được thăng làm Thái úy tả trưởng sử. Hoằng theo đại quân bắc chinh, tiền quân đã chiếm được Lạc Dương, mà triều đình chưa gởi Cửu tích, ông nhận lệnh quay về đòi.

### Đời nhà Lưu Tống

#### Thời Vũ đế
Nhà Lưu Tống kiến lập, Hoằng làm Thượng thư bộc xạ, nắm quyền tuyển chọn quan lại, lĩnh Bành Thành thái thú. Tên lính Quế Hưng tư thông với người thiếp yêu của Thế tử tả vệ soái Tạ Linh Vận, Linh Vận giết Hưng, vất xác trôi sông. Ngự sử trung thừa Vương Hoài Chi bỏ qua, Hoằng tâu lên đàn hặc Linh Vận, Vũ đế cho rằng cần chỉnh đốn triều chánh nên miễn quan Linh Vận.
Sau đó được thăng làm Giang Châu thứ sử, giảm thuế má, bớt lao dịch, trăm họ được yên ổn. Năm Vĩnh Sơ đầu tiên (420), nhờ công tá mệnh, được phong Hoa Dung huyện công.
Năm thứ 3 (422) vào triều, được tiến hiệu Vệ tướng quân, Khai phủ nghi đồng tam tư. Đế trong tiệc nói với mọi người: "Ta là kẻ áo vải, ban đầu không mong được như thế này!" Bọn Phó Lượng bàn nhau soạn từ, muốn ca tụng công đức của Đế. Hoằng đi đầu tâu rằng: "Đây là mạng trời, cầu thì không được, đẩy thì không đi." Người đời khen là giản tiện.

#### Thời Văn Đế
Năm Cảnh Bình thứ 2 (424) thời Thiếu đế, bọn Từ Tiện Chi mưu việc phế lập, triệu Hoằng vào triều. Văn đế tức vị, nhằm ổn định xã tắc, cho Hoằng tiến vị Tư không, phong Kiến An quận công, thực ấp 1000 hộ. Ông cố từ, Đế đồng ý, được tiến hiệu Xa kỵ đại tướng quân, Khai phủ, thứ sử như cũ. Bọn Từ Tiện Chi soán nghịch, đều phải đền tội. Hoằng vốn không phải là chủ mưu, thêm nữa em trai Vương Đàm Thủ lại là thân tín của Đế, nên sau khi bọn Tiện Chi bị giết, ông được thăng làm Thị trung, Tư đồ, Dương Châu thứ sử, Lục thượng thư sự, ban cho 30 võ sĩ. Đế tây chinh Tạ Hối, ông cùng Bành Thành vương Lưu Nghĩa Khang ở lại kinh thành, vào giữ Trung thư hạ tỉnh, được đưa cấm quân ra vào, trong phủ Tư đồ tạm đặt Tham quân.
Mùa xuân năm Nguyên Gia thứ 5 (428), có hạn hán lớn, Hoằng mượn dịp này xin từ nhiệm. Trước đó, Bình Lục lệnh Thành Sán (người Hà Nam) gởi thư khuyên ông ở ngôi cao đã lâu, nên nhường đi. Hoằng lấy làm phải, cố cầu xin, được thăng làm Vệ tướng quân, Khai phủ nghi đồng tam tư. Năm thứ 6 (429), Hoằng dâng biểu đề nghị cho Bành Thành vương Lưu Nghĩa Khang vào triều nắm quyền chính, vì thế Nghĩa Khang thay ông làm Tư đồ, chia nhau nắm Lục Thượng thư sự. Hoằng lại từ nhiệm một lần nữa.
Năm thứ 9 (432), hoăng. Được tặng Thái bảo, Trung thư giám, ban cho Tiết, gia các bộ nhạc Vũ bảo, Cổ xuy, thêm võ sĩ cả thảy 60 người. Thụy là Văn Chiêu công, được thờ trong miếu của Vũ đế.

## Tính cách
Ông hiểu biết sâu rộng, nắm rõ chính sự, dâng biểu xin giảm nhẹ hình phạt, bớt đi tội chết, nhiều người phản đối, nhưng Đế vẫn đồng ý. Hoằng lại dâng biểu cho rằng thiên hạ thái bình, xin tăng tuổi lao dịch, Đế cũng làm theo. Từng làm đến bậc tể phụ, nhưng không mưu tính tài lợi, nên sau khi ông mất, trong nhà không dư dả gì!
Hoằng khinh suất lại thiếu nghiêm túc. Đầy tớ có lần ngờ ông phạm húy của cha là Vương Tuần. Hoằng nói: "Húy của cha ta cũng như Tô Tử Cao."  Tính lại hẹp hòi, ai làm trái ý, ông vạch mặt mà trách mắng, khuất nhục người ta. Thuở thiếu thời thường đánh Sư Bồ ở nhà Thành Tử Dã, về sau nắm quyền, có người đến xin Hoằng một chức tri huyện, lời lẽ thiết tha. Người này vì chơi Sư Bồ mà hay mắc tội, Hoằng vặn hỏi rằng: "Anh được tiền thì lại ăn chơi, sao có thể làm quan được?", người ấy đáp rằng: "Không nhớ đã cùng chơi với Thành Tử Dã hay sao?" Hoằng im lặng.
Vương Đàm Thủ mất, Văn đế thương tiếc không thôi, gặp Hoằng thì sụt sùi, còn sắc mặt của ông thì vẫn kiềm chế. Bành Thành vương Lưu Nghĩa Khang nói với Đế rằng: "Đàm Thủ đã là bảo vật gia đình, lại là nguyên khí quốc gia, Hoằng không tỏ thái độ gì, sao vậy?" Đế nói: "Suy nghĩ của hiền giả không thể đoán được!"

## Sự nghiệp Thư pháp
Thư pháp của Hoằng sáng sủa lại còn sắc sảo, trở nên một tông phái được người đời ngưỡng mộ; những gì ông tạo ra được xem như phép tắc, cho dù là một chấm một nét, đều được người đời bắt chước, gọi là "Vương thái bảo gia pháp".